# Ilinden
Ilinden (Macedonisch: Илинден; Albanees: Illindeni) is een gemeente in Noord-Macedonië.
Ilinden telt 15.894 inwoners (2002). De oppervlakte bedraagt 97,02 km², de bevolkingsdichtheid is 163,8 inwoners per km².
In augustus 1903 was het stadje het centrum van een opstand tegen de toenmalige Osmaanse overheid, die hard ingreep en veel slachtoffers maakte bij het neerslaan ervan.

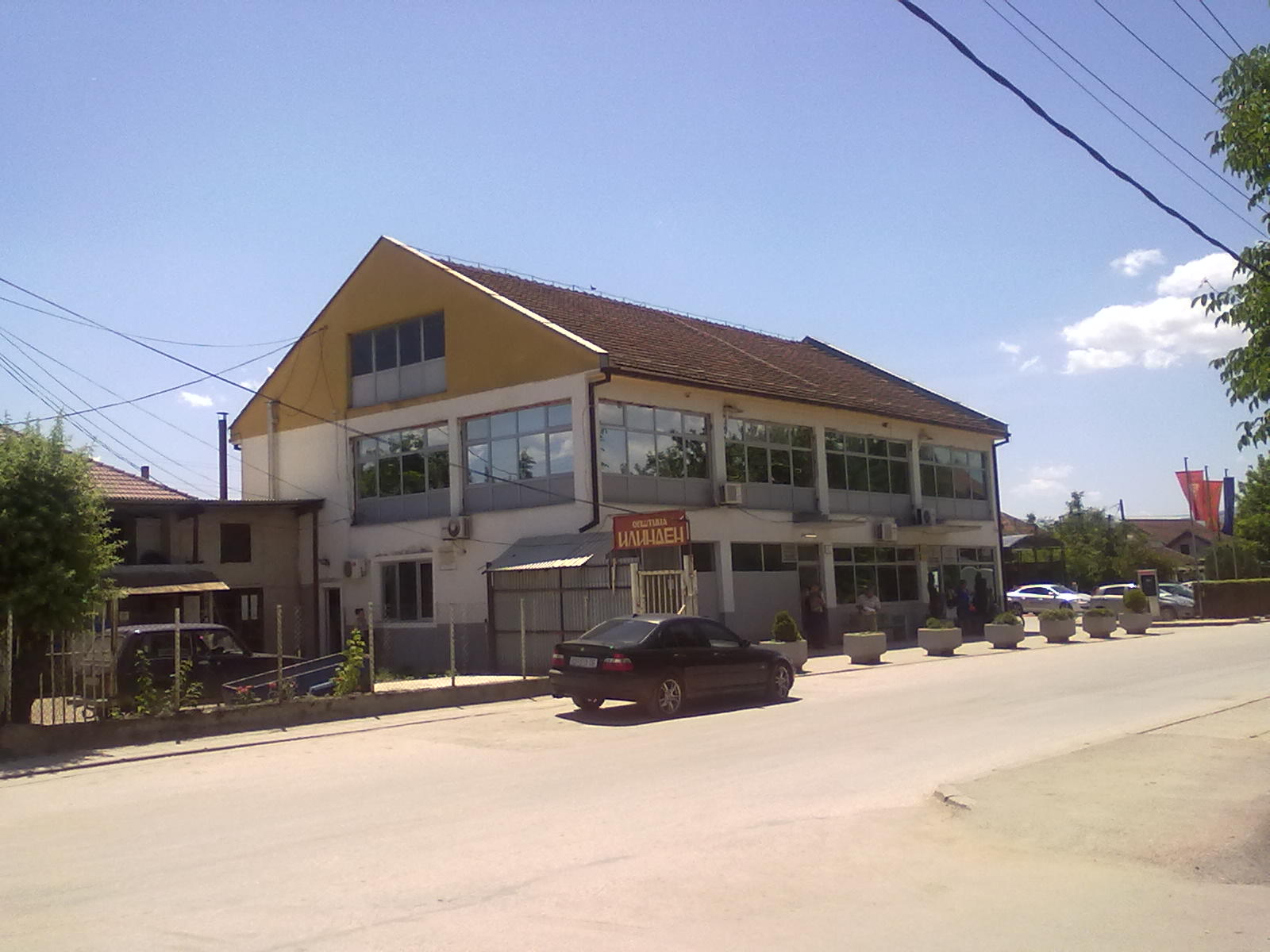
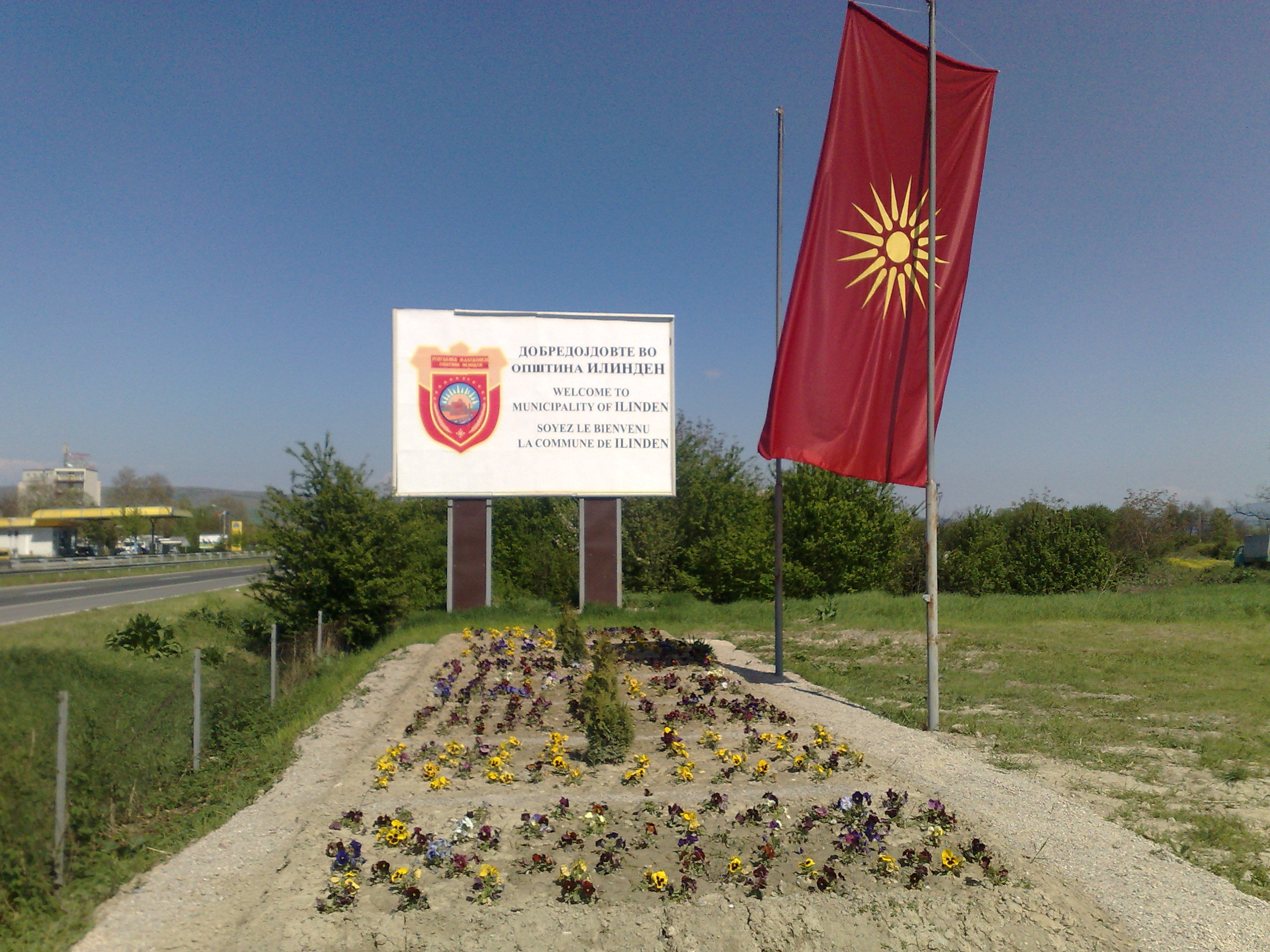
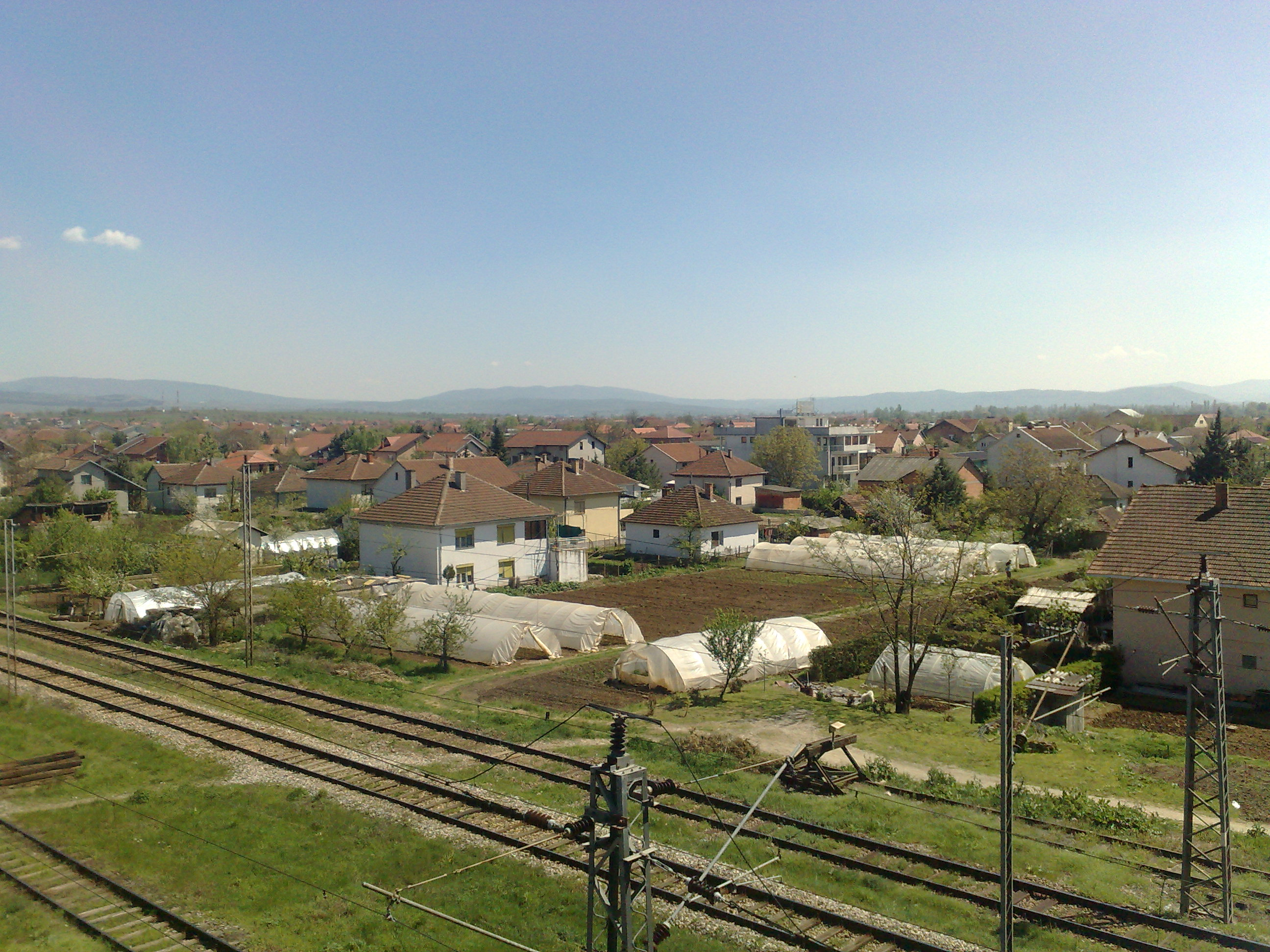
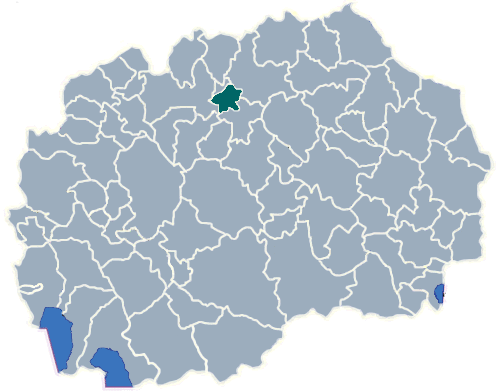